# ترنس‌وست ایر
ترنس‌وست ایر (به انگلیسی: Transwest Air) یک شرکت هواپیمایی با کد یاتا 9T است که در تاریخ ۲۰۰۰ میلادی تأسیس شده است. دفتر مرکزی ترنس‌وست ایر در پرینس آلبرت، کانادا واقع شده‌است و قطب این شرکت هواپیمایی در فرودگاه پرینس آلبرت، فرودگاه بین‌المللی ساسکاتون جان گ. دیفنبکر قرار دارد و به ۷ مقصد، پرواز مستقیم انجام می‌دهد.